# Reichstagswahlkreis Königreich Sachsen 1

Die Wahlkreisaufteilung des Deutschen Reichs.

Der Reichstagswahlkreis Königreich Sachsen 1 (in der reichsweiten Durchnummerierung auch Reichstagswahlkreis 285; auch Reichstagswahlkreis Zittau genannt) war der erste Reichstagswahlkreis für das Königreich Sachsen für die Reichstagswahlen im Deutschen Reich und im Norddeutschen Bund von 1867 bis 1918.

## Wahlkreiszuschnitt
Der Wahlkreis umfasste die Amtshauptmannschaft Zittau, den Amtsgerichtsbezirk Herrnhut und die Amtshauptmannschaft Löbau. Dies entsprach ursprünglich der Stadt Zittau und die Gerichtsamtsbezirke Zittau, Groß-Schönau, Herrnhut, Ostrau und Reichenau.
| Jahr | Einwohner |
| ---- | --------- |
| 1890 | 114.631   |
| 1895 | 119.616   |
| 1900 | 125.626   |
| 1905 | 130.849   |
| 1910 | 135.681   |

|      | Landwirtschaft | Industrie und Gewerbe | Handel und Dienstleistungen |
| ---- | -------------- | --------------------- | --------------------------- |
| 1895 | 21,0           | 62,5                  | 16,6                        |
| 1907 | 15,6           | 68,5                  | 15,9                        |

|      | Evangelisch | Katholisch |
| ---- | ----------- | ---------- |
| 1890 | 85,4        | 13,5       |
| 1905 | 84,1        | 14,8       |
| 1910 | 84,8        | 14,7       |

## Abgeordnete
| Wahl                                 | Abgeordneter              | Partei                   | Bild |
| ------------------------------------ | ------------------------- | ------------------------ | ---- |
| Reichstagswahl Februar 1867 bis 1871 | Christian Gottlieb Riedel | DFP                      |      |
| Reichstagswahl 1871 bis 1878         | Julius Pfeiffer           | fraktionslos liberal/NLP | 0    |
| Reichstagswahl 1878 bis 1881         | Hermann Rentzsch          | NLP                      |      |
| Reichstagswahl 1881 bis 1898         | Louis Heinrich Buddeberg  | DFP/FVp                  |      |
| Reichstagswahl 1898 bis 1907         | Edmund Fischer            | SPD                      |      |
| Reichstagswahl 1907 bis 1912         | Louis Heinrich Buddeberg  | SPD                      |      |
| Reichstagswahl 1912 bis 1918         | Edmund Fischer            | SPD                      |      |

## Wahlen

### 1867 (Februar)
Es fand nur ein Wahlgang statt. Die Zahl der gültigen Stimmen betrug 15.823.
| Kandidat                  | Partei | Stimmen | in % | Anmerkungen |
| ------------------------- | ------ | ------- | ---- | ----------- |
| Christian Gottlieb Riedel | F      | 8449    | 0    | 0           |

### 1867 (August)
Es fand nur ein Wahlgang statt. Die Zahl der gültigen Stimmen betrug 7307. 118 Stimmen waren ungültig
| Kandidat                  | Partei | Stimmen | in % | Anmerkungen |
| ------------------------- | ------ | ------- | ---- | ----------- |
| Christian Gottlieb Riedel | F      | 4063    | 0    | 0           |

### 1871
Es fand ein Wahlgang statt. 22.705 Männer waren wahlberechtigt. Die Zahl der abgegebenen Stimmen betrug 8638, 76 Stimmen waren ungültig. Die Wahlbeteiligung betrug 38,5 %.
| Kandidat         | Partei           | Stimmen | in % | Anmerkungen              |
| ---------------- | ---------------- | ------- | ---- | ------------------------ |
| Julius Pfeiffer  | Fraktionslos/Lib | 6283    | 0    | 0                        |
| Ludwig Haberkorn | Kons             | 549     | 0    | Bürgermeister von Zittau |
| Knöllner         | S (Lass)         | 826     | 0    | 0                        |

### 1874
Es fand ein Wahlgang statt. 22458 Männer waren wahlberechtigt. Die Zahl der abgegebenen Stimmen betrug 9799, 108 Stimmen waren ungültig. Die Wahlbeteiligung betrug 44,7 %.
| Kandidat        | Partei               | Stimmen | in % | Anmerkungen |
| --------------- | -------------------- | ------- | ---- | ----------- |
| Julius Pfeiffer | Fraktionslos/Lib/NLP | 7518    | 0    | 0           |
| Haustein        | S (Lass)             | 1318    | 0    | Schlosser   |
| von Rochow      | Zentrum              | 721     | 0    | Major a. D. |
| 0               | Sonstige             | 42      | 0    | 0           |

Julius Pfeiffer trat während der Wahlperiode der NLP bei.

### 1877
Es fanden zwei Wahlgänge statt. 22.710 Männer waren wahlberechtigt. Die Zahl der abgegebenen Stimmen betrug im ersten Wahlgang 13.898, 89 Stimmen waren ungültig. Die Wahlbeteiligung betrug 61,6 %.
| Kandidat        | Partei   | Stimmen | in % | Anmerkungen                  |
| --------------- | -------- | ------- | ---- | ---------------------------- |
| Julius Pfeiffer | NLP      | 6047    | 0    | 0                            |
| Fränkel         | DFP      | 6630    | 0    | 0                            |
| Hugo Keller     | S        | 1202    | 0    | Zigarrenarbeiter aus Görlitz |
| 0               | Sonstige | 19      | 0    | 0                            |

In der Stichwahl betrug die Zahl der abgegebenen Stimmen 17.643, 62 Stimmen waren ungültig. Die Wahlbeteiligung betrug 78 %.
| Kandidat        | Partei | Stimmen | in % | Anmerkungen |
| --------------- | ------ | ------- | ---- | ----------- |
| Julius Pfeiffer | NLP    | 8989    | 0    | 0           |
| Fränkel         | DFP    | 8654    | 0    | 0           |

### 1878
Es fand ein Wahlgang statt. 23.415 Männer waren wahlberechtigt. Die Zahl der abgegebenen Stimmen betrug 7888, 31 Stimmen waren ungültig. Die Wahlbeteiligung betrug 33,8 %.
| Kandidat         | Partei   | Stimmen | in % | Anmerkungen |
| ---------------- | -------- | ------- | ---- | ----------- |
| Hermann Rentzsch | NLP      | 5596    | 0    | 0           |
| Freitag          | S        | 1901    | 0    | 0           |
| Graf zu Stolberg | Zentrum  | 307     | 0    | 0           |
| 0                | Sonstige | 64      | 0    | 0           |

Hermann Rentzsch trat am 12. Juli 1879 aus der NLP-Fraktion aus und schloss sich am 27. Februar 1880 der Liberalen Gruppe an.

### 1881
Es fand ein Wahlgang statt. 23.731 Männer waren wahlberechtigt. Die Zahl der abgegebenen Stimmen betrug 12.089, 85 Stimmen waren ungültig. Die Wahlbeteiligung betrug 51,3 %.
| Kandidat                 | Partei   | Stimmen | in % | Anmerkungen   |
| ------------------------ | -------- | ------- | ---- | ------------- |
| Louis Heinrich Buddeberg | DFP      | 6441    | 0    | 0             |
| Dr. Wäntig               | Kons     | 3147    | 0    | Regierungsrat |
| Viereck                  | S        | 2475    | 0    | 0             |
| 0                        | Sonstige | 26      | 0    | 0             |

### 1884
Es fanden zwei Wahlgänge statt. 23.010 Männer waren wahlberechtigt. Die Zahl der abgegebenen Stimmen betrug im ersten Wahlgang 13.260, 97 Stimmen waren ungültig. Die Wahlbeteiligung betrug 58 %.
| Kandidat                 | Partei   | Stimmen | in % | Anmerkungen |
| ------------------------ | -------- | ------- | ---- | ----------- |
|                          | NLP      | 5354    | 0    | 0           |
| Louis Heinrich Buddeberg | DFP      | 5990    | 0    | 0           |
|                          | S        | 1904    | 0    | 0           |
| 0                        | Sonstige | 12      | 0    | 0           |

In der Stichwahl betrug die Zahl der abgegebenen Stimmen 16.588, 54 Stimmen waren ungültig. Die Wahlbeteiligung betrug 72,3 %.
| Kandidat                 | Partei | Stimmen | in % | Anmerkungen |
| ------------------------ | ------ | ------- | ---- | ----------- |
|                          | NLP    | 7123    | 0    | 0           |
| Louis Heinrich Buddeberg | DFP    | 9465    | 0    | 0           |

### 1887
Die Kartellparteien NLP und Konservative unterstützten den nationalliberalen Kandidaten. Es fanden zwei Wahlgänge statt. 23.596 Männer waren wahlberechtigt. Die Zahl der abgegebenen Stimmen betrug im ersten Wahlgang 18.524, 55 Stimmen waren ungültig. Die Wahlbeteiligung betrug 78,7 %.
| Kandidat                 | Partei   | Stimmen | in % | Anmerkungen |
| ------------------------ | -------- | ------- | ---- | ----------- |
|                          | NLP      | 8816    | 0    | 0           |
| Louis Heinrich Buddeberg | DFP      | 7997    | 0    | 0           |
|                          | S        | 1703    | 0    | 0           |
| 0                        | Sonstige | 8       | 0    | 0           |

In der Stichwahl betrug die Zahl der abgegebenen Stimmen 20.514, 41 Stimmen waren ungültig. Die Wahlbeteiligung betrug 87,1 %.
| Kandidat                 | Partei | Stimmen | in % | Anmerkungen |
| ------------------------ | ------ | ------- | ---- | ----------- |
|                          | NLP    | 9686    | 0    | 0           |
| Louis Heinrich Buddeberg | DFP    | 10.828  | 0    | 0           |

### 1890
Die Kartellparteien NLP und Konservative lehnten ein Bündnis mit den Antisemiten ab und unterstützten den nationalliberalen Regierungsrat Seebold. Das Zentrum rief zur Wahl des freisinnigen Kandidaten auf. Es fanden zwei Wahlgänge statt. 24.141 Männer waren wahlberechtigt. Die Zahl der abgegebenen Stimmen betrug im ersten Wahlgang 18.446, 39 Stimmen waren ungültig. Die Wahlbeteiligung betrug 76,4 %.
| Kandidat                 | Partei   | Stimmen | in %   | Anmerkungen                                                                    |
| ------------------------ | -------- | ------- | ------ | ------------------------------------------------------------------------------ |
| Louis Heinrich Buddeberg | DF       | 8106    | 44,0 % | 0                                                                              |
| Seebold                  | NLP      | 5388    | 29,3 % | Regierungsrat a. D., ehemaliger Direktor der Dortmunder Union Brauerei, Berlin |
| Hugo Keller              | SPD      | 4893    | 26,6 % | 0                                                                              |
|                          | Sonstige | 20      | 0,1 %  | 0                                                                              |

In der Stichwahl unterstützten die Sozialdemokraten den freisinnigen Kandidaten. Es wurden 18.217 Stimmen abgegeben, 68 Stimmen waren ungültig. Die Wahlbeteiligung betrug 75,5 %.
| Kandidat                 | Partei | Stimmen | in %   | Anmerkungen |
| ------------------------ | ------ | ------- | ------ | ----------- |
| Louis Heinrich Buddeberg | DF     | 11.891  | 65,5 % | 0           |
| Seebold                  | NLP    | 6258    | 34,5 % | 0           |

### 1893
Die ehemaligen Kartellparteien NLP und Konservative einigten sich erneut auf einen nationalliberalen Kandidaten. Die Deutsche Reformpartei unterstützte diesen ebenfalls. Das Zentrum rief zur Wahl des freisinnigen Kandidaten auf. Es fanden zwei Wahlgänge statt. 24.747 Männer waren wahlberechtigt. Die Zahl der abgegebenen Stimmen betrug im ersten Wahlgang 19.412, 24 Stimmen waren ungültig. Die Wahlbeteiligung betrug 78,4 %.
| Kandidat                 | Partei   | Stimmen | in %   | Anmerkungen |
| ------------------------ | -------- | ------- | ------ | ----------- |
| Louis Heinrich Buddeberg | FVP      | 6068    | 31,3 % | 0           |
| Paul Wäntig              | NLP      | 7655    | 39,5 % | 0           |
| Hugo Keller              | SPD      | 5659    | 29,2 % | 0           |
|                          | Sonstige | 6       | 0,0 %  | 0           |

Erneut riefen die Sozialdemokraten zur Wahl des linksliberalen Kandidaten auf. In der Stichwahl wurden 19.684 Stimmen abgegeben, 60 Stimmen waren ungültig. Die Wahlbeteiligung betrug 79,5 %.
| Kandidat                 | Partei | Stimmen | in %   | Anmerkungen |
| ------------------------ | ------ | ------- | ------ | ----------- |
| Louis Heinrich Buddeberg | FVP    | 10.687  | 54,5 % | 0           |
| Paul Wäntig              | NLP    | 8937    | 45,5 % | 0           |

### 1898
Die ehemaligen Kartellparteien NLP und Konservative einigten sich erneut auf einen nationalliberalen Kandidaten. Der BdL unterstützte diesen mach langen Verhandlungen ebenfalls. Das Zentrum rief zur Wahl des freisinnigen Kandidaten auf. Es fanden zwei Wahlgänge statt. 25.713 Männer waren wahlberechtigt. Die Zahl der abgegebenen Stimmen betrug im ersten Wahlgang 19.351, 27 Stimmen waren ungültig. Die Wahlbeteiligung betrug 75,3 %.
| Kandidat                 | Partei   | Stimmen | in %   | Anmerkungen |
| ------------------------ | -------- | ------- | ------ | ----------- |
| Louis Heinrich Buddeberg | FVP      | 5685    | 29,4 % | 0           |
| Paul Wilhelm Vogel       | NLP      | 5815    | 30,1 % | 0           |
| Edmund Fischer           | SPD      | 7814    | 40,4 % | 0           |
|                          | Sonstige | 10      | 0,1 %  | 0           |

In der Stichwahl wurden 21.555 Stimmen abgegeben, 199 Stimmen waren ungültig. Die Wahlbeteiligung betrug 83,8 %.
| Kandidat           | Partei | Stimmen | in %   | Anmerkungen |
| ------------------ | ------ | ------- | ------ | ----------- |
| Paul Wilhelm Vogel | NLP    | 10.412  | 48,8 % | 0           |
| Edmund Fischer     | SPD    | 10.944  | 51,2 % | 0           |

### 1903
Alle bürgerlichen Parteien außer dem Zentrum einigten sich auf einen nationalliberalen Kandidaten. Das Zentrum rief zur Wahl des freisinnigen Kandidaten auf. Es fand ein Wahlgang statt. 26.876 Männer waren wahlberechtigt. Die Zahl der abgegebenen Stimmen betrug 22.397, 88 Stimmen waren ungültig. Die Wahlbeteiligung betrug 83,3 %.
| Kandidat            | Partei   | Stimmen | in %   | Anmerkungen      |
| ------------------- | -------- | ------- | ------ | ---------------- |
| Adolf Hollstein     | FVP      | 4953    | 22,2 % | Arzt aus Görlitz |
| Karl Rudolph Heinze | NLP      | 6084    | 27,3 % | 0                |
| Edmund Fischer      | SPD      | 11.265  | 50,5 % | 0                |
|                     | Sonstige | 10      | 0,1 %  | 0                |

### 1907
Der Schulterschluss der bürgerlichen Parteien bei den „Hottentottenwahlen“ führte auch hier im Wahlkreis dazu, dass Konservative, DR, Mittelstandsvereinigung und NLP sich für Buddeberg aussprachen. Es fanden zwei Wahlgänge statt. 27.509 Männer waren wahlberechtigt. Die Zahl der abgegebenen Stimmen betrug im ersten Wahlgang 25.013, 49 Stimmen waren ungültig. Die Wahlbeteiligung betrug 90,9 %.
| Kandidat                 | Partei   | Stimmen | in %   | Anmerkungen                          |
| ------------------------ | -------- | ------- | ------ | ------------------------------------ |
| Frohberg                 | BdL      | 2262    | 9,1 %  | Rittergutsbesitzer in Oberullersdorf |
| Louis Heinrich Buddeberg | FVP      | 11.136  | 44,6 % | 0                                    |
| Edmund Fischer           | SPD      | 10.724  | 43,0 % | 0                                    |
| Matthias Erzberger       | Zentrum  | 837     | 3,3 %  | 0                                    |
|                          | Sonstige | 4       | 0,0 %  | 0                                    |

In der Stichwahl unterstützte auch der BdL sowie das Zentrum Buddeberg. In der Stichwahl wurden 25.070 Stimmen abgegeben, 64 Stimmen waren ungültig. Die Wahlbeteiligung betrug 91,1 %.
| Kandidat                 | Partei | Stimmen | in %   | Anmerkungen |
| ------------------------ | ------ | ------- | ------ | ----------- |
| Louis Heinrich Buddeberg | FVP    | 13.800  | 55,2 % | 0           |
| Edmund Fischer           | SPD    | 11.206  | 44,8 % | 0           |

### 1912
Der Versuch der bürgerlichen Parteien, sich auf einen Kandidaten zu einigen, scheiterte. Der BdL bestand auf einer Sonderkandidatur. Es fand ein Wahlgang statt. 28.882 Männer waren wahlberechtigt. Die Zahl der abgegebenen Stimmen betrug 25.601, 71 Stimmen waren ungültig. Die Wahlbeteiligung betrug 88,6 %.
| Kandidat           | Partei   | Stimmen | in %   | Anmerkungen                       |
| ------------------ | -------- | ------- | ------ | --------------------------------- |
| Heinrich Korselt   | BdL      | 1800    | 7,1 %  | Gutsbesitzer in Mittelherwigsdorf |
| Reichner           | FoVP     | 5623    | 22,0 % | Dr. jur. Rechtsanwalt aus Zittau  |
| Link               | NLP      | 4410    | 17,3 % | Dr. jur., Justizrat               |
| Edmund Fischer     | SPD      | 12.908  | 50,6 % | 0                                 |
| Matthias Erzberger | Zentrum  | 778     | 3,0 %  | 0                                 |
|                    | Sonstige | 11      | 0,0 %  | 0                                 |